# 24451 Molion
24451 Molion è un asteroide troiano di Giove del campo troiano. Scoperto nel 2000, presenta un'orbita caratterizzata da un semiasse maggiore pari a 5,276978 UA e da un'eccentricità di 0,129942, inclinata di 21,398450° rispetto all'eclittica. Ha un diametro di 40,666 km, un periodo di rotazione di 17,18 ore e un'albedo di 0,089.
È dedicato a Molione, guerriero troiano.